# 1748年亚琛条约

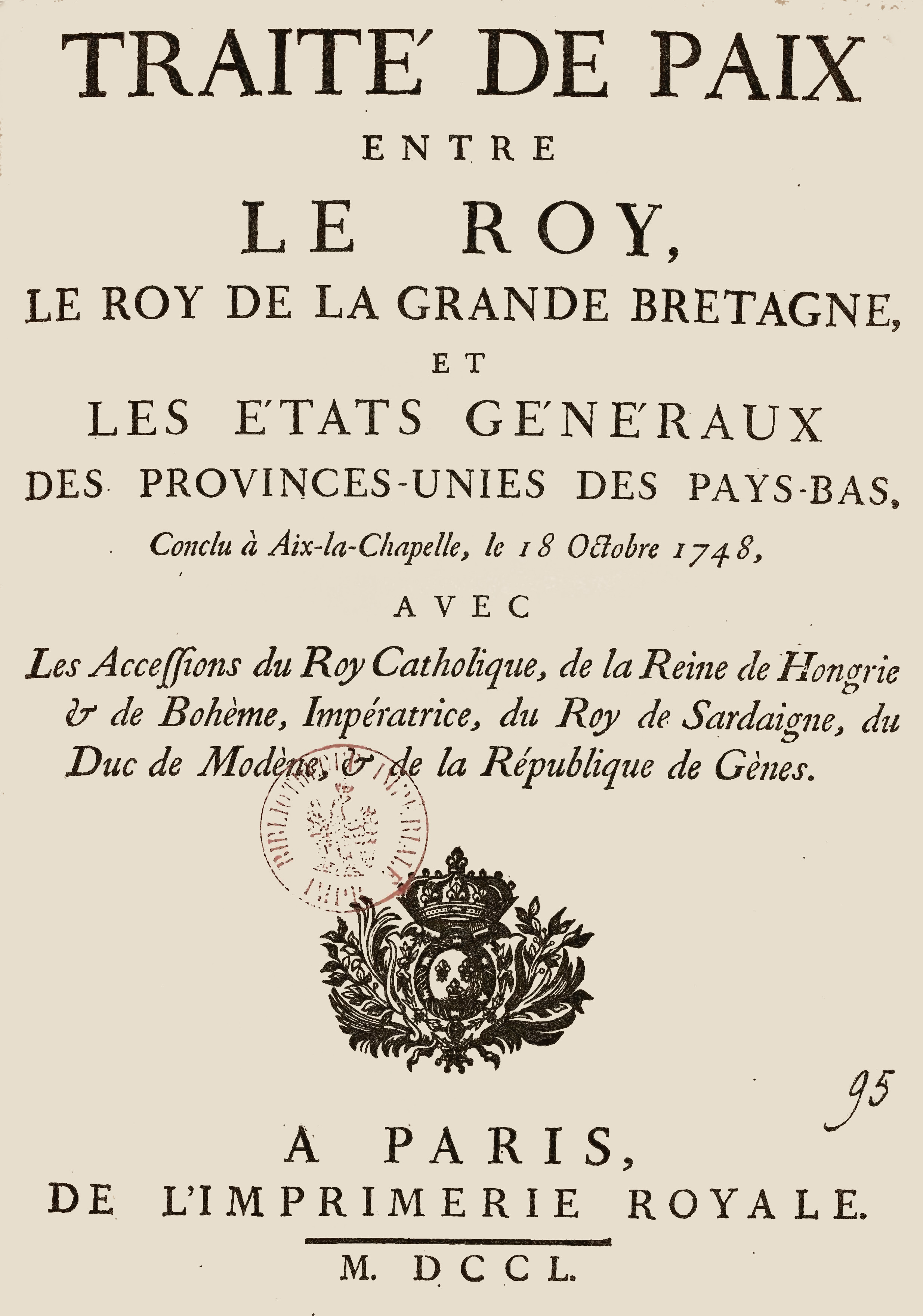
《1748年亞琛條約》封面

《亞琛條約》（德語：Friede von Aachen）由法國、英國、荷蘭和奧地利在第二次亞琛和會討論後於1748年10月18日簽定，亦是奧地利王位繼承戰爭的終結。签署地点在神圣罗马帝国亞琛，由英國和法國代表主持。
不過條約並無解決英國和法國在西印度群島、非洲和印度的貿易糾紛，為英法之间在七年戰爭中发生冲突埋下導火線。而英國與西班牙的奴隸貿易糾紛，直至1750年簽定《馬德里和約》才得以完全解決。英國在條約中放棄了奴隸貿易的優先權，而西班牙政府需賠償英國10萬英鎊。
《亞琛條約》使哈布斯堡王朝得以延續，直至1918年奥匈帝国的覆亡。德国著名音乐家亨德尔曾於1749年为英国王室创作樂曲以紀念战争的终结。

## 條款內容
條約主要條款如下:
1. 法屬北美路易斯堡以及附近的新斯科舍省地區歸還法國
2. 法屬印度的馬德拉斯割與英國
3. 法國將荷蘭部分邊境城鎮割與荷蘭
4. 有條件地承認神圣罗马帝国皇帝弗朗茨一世，皇后玛丽亚·特蕾西亚及他們的後裔對哈布斯堡家族領地的繼承權
5. 哈布斯堡領地帕爾马，皮亞琴察和瓜斯塔拉等公國割與西班牙的唐·菲利浦王子
6. 恢復摩德納公國和熱那亞共和國的獨立和疆域
7. 重申1713年英國與西班牙簽定關於黑奴貿易的協定，並重申英國的奴隸貿易優先權和向西屬殖民地運送奴隸的義務
8. 普魯士獲得西里西亞公國和格拉茨伯國

## 參看
- 哈布斯堡王朝
- 亞琛和約

## 資料
- Kishlansky, Geary, O'Brien. Civilization of the West 7th Edition Vol. B
- Laven, David(1997). Austria's Italian policy reconsidered: Revolution and reform in restoration Italy. Modern Italy 2.1 . Milton Park, UK:Routledge
- Sosin, Jack M(Oct., 1957). Louisburg and the Peace of Aix-la-Chapelle, 1748. The William and Mary Quarterly, Third Series, Vol. 14, No. 4, pp. 516-535